# Pseudomops annulicornis
Pseudomops annulicornis är en kackerlacksart som först beskrevs av Hermann Burmeister 1838.  Pseudomops annulicornis ingår i släktet Pseudomops och familjen småkackerlackor. Inga underarter finns listade i Catalogue of Life.